# Aenictus clavatus
Aenictus clavatus är en myrart som beskrevs av Auguste-Henri Forel 1901. Aenictus clavatus ingår i släktet Aenictus och familjen myror.

## Underarter
Arten delas in i följande underarter:
- A. c. atripennis
- A. c. clavatus
- A. c. kanariensis
- A. c. sundaicus